# Thirteen (Série de Televisão)
Thirteen (em português Treze) é uma mini-série televisiva britânica do género drama, criada e escrita por Marnie Dickens. A série centra-se em Ivy Moxam (Jodie Comer), uma mulher de 26 anos de idade, que escapa de uma cave onde esteve aprisionada por 13 anos.
O primeiro episódio foi lançado na BBC Three no Reino Unido , a 28 de Fevereiro de 2016. Começou a ser transmitida na BBC America nos EUA a 23 de junho de 2016. Cada episódio foi transmitido na BBC Two , uma semana após o seu lançamento; a primeira foi transmitida a 6 de Março de 2016.
O título da música principal da série é In Your Dreams, do álbum Wild Go (2010), do grupo Dark Dark Dark.
O final de trilha sonora no episódio 5 é "Out of the Black" de Billie Marta.
A 27 de Março de 2016, a escritora da série, Marnie Dickens, afirmou que não haveria uma segunda temporada da série.

## Elenco e Personagens
- Jodie Comer como Hera Moxam[1]
- Aneurin Barnard como Tim Hobson[1]
- Valene Kane como D. S. Lisa Merchant[1]
- Richard Rankin como D. I. Elliott Carne[1]
- Natasha Pouco como Christina Moxam[1]
- Stuart Graham como Angus Moxam[1]
- Peter McDonald como Mark White[1]
- Joe Layton como Craig Watts[1]
- Katherine Rose como Emma Morley Moxam[1]
- Eleanor Wyld como Eloise Wye[1]
- Ariyon Bakare[1]
- Nicholas Farrell como Henry Stone[1]
- Kemi-Bo Jacobs[1]
- Melina Matthews[1]
- Chipo Chung[1]
- Colin Mace[1]
- Suzette Llewellyn[1]
- Charles Babalola[1]

## Lançamento do DVD
Thirteen foi lançado em DVD no Reino Unido e na Irlanda pela 2 Entertain a 18 de Abril de 2016.